# Helagsfjället
Helagsfjället (Samisch: Majålke) is een bergmassief in de buurt van Ljungdalen in het noordwesten van het Zweedse landschap Härjedalen. Het hoogste punt van het bergmassief, Helags, ligt op 1797 meter boven de zeespiegel en is de hoogste berg in Zweden, ten zuiden van de poolcirkel. In het zuidwesten van het bergmassief ligt een andere top de Predikstolen, deze top ligt op 1682 meter boven de zeespiegel. Aan de oostzijde van de berg ligt de zuidelijkste gletsjer van Zweden, de Helagsgletsjer. 
Aan de voet van de Helags ligt de berghut Helagsstugorna, deze hut is eigendom van de Svenska Turistföreningen en is zoveel zomers als winters geopend.

## Nationaal park Vålådalen–Sylarna
Eind 2008 is bekend geworden dat Helagsfjället deel gaat uitmaken van het nationaal park Vålådalen–Sylarna. Per 2013 is het park opgericht samen met zes andere nieuwe nationale parken.